# Ophiocomella
Genre
Ophiocomella est un genre d'ophiures de la famille des Ophiocomidae.

## Caractéristiques
Ce sont des ophiocomidae de plutôt petite taille, dont les plus petites sont scissipares et peuvent être munies de 6 ou 7 bras. Le disque est composé de petites plaques portant des piquants, avec des boucliers radiaux modestes et bien séparés. Les écailles tentaculaires sont uniques et volumineuses. Chaque article brachial porte 4 épines de chaque côté. 

## Liste d'espèces
Selon World Register of Marine Species (28 septembre 2016) :
- Ophiocomella alexandri (Lyman, 1860) -- Pacifique est
- Ophiocomella ophiactoides (H.L. Clark, 1900) -- Caraïbes
- Ophiocomella pumila (Lütken, 1856) -- Caraïbes et peut-être Indo-Pacifique
- Ophiocomella schmitti A.H. Clark, 1939 -- Pacifique
- Ophiocomella sexradia (Duncan, 1887) -- Indo-Pacifique
- Ophiocomella valenciae (Müller & Troschel, 1842) -- Océan Indien

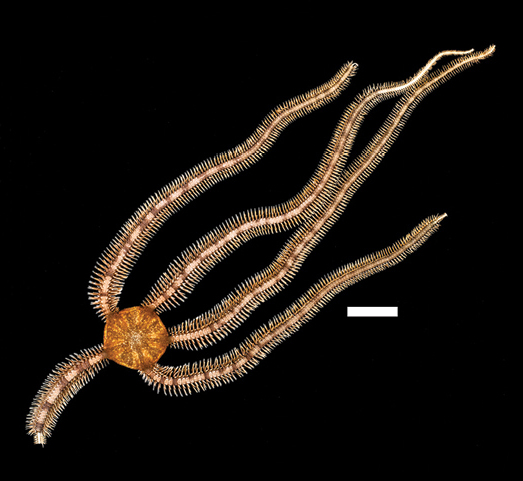
Ophiocomella alexandri.
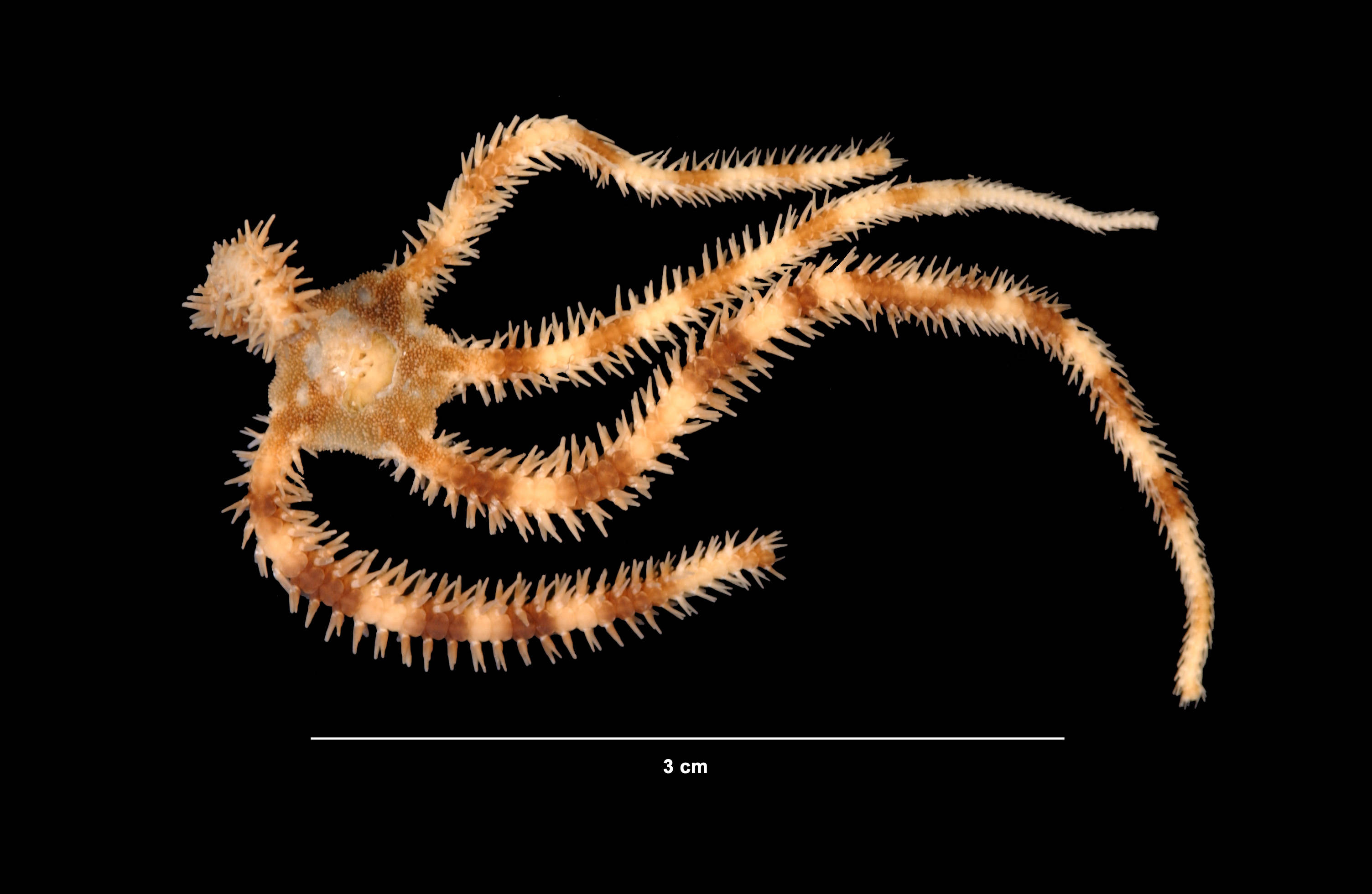
Ophiocomella pumila.
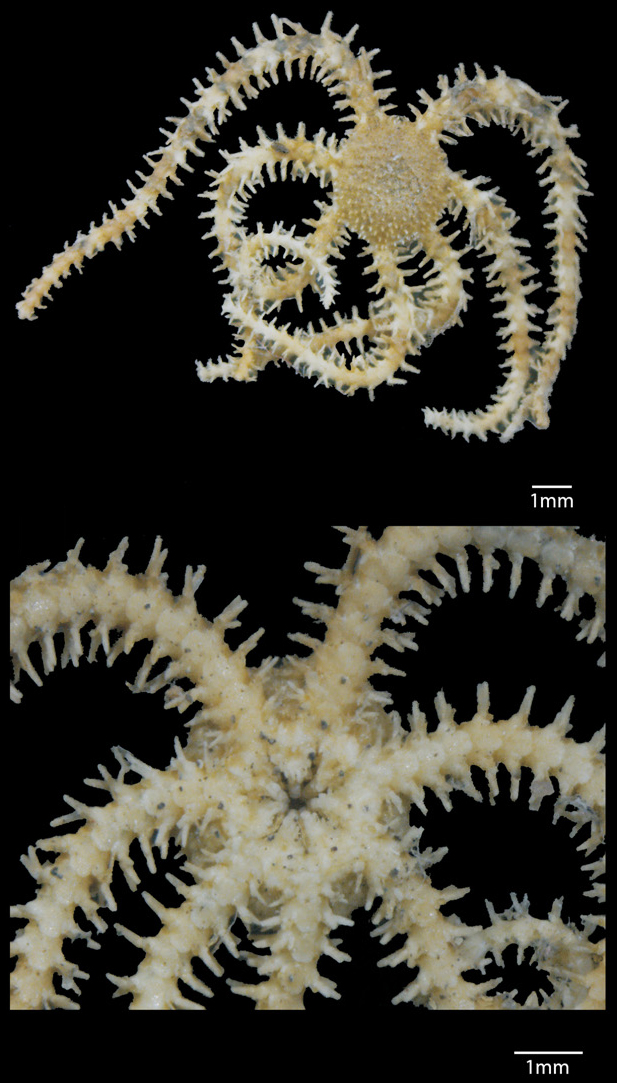
Ophiocomella sexradia.
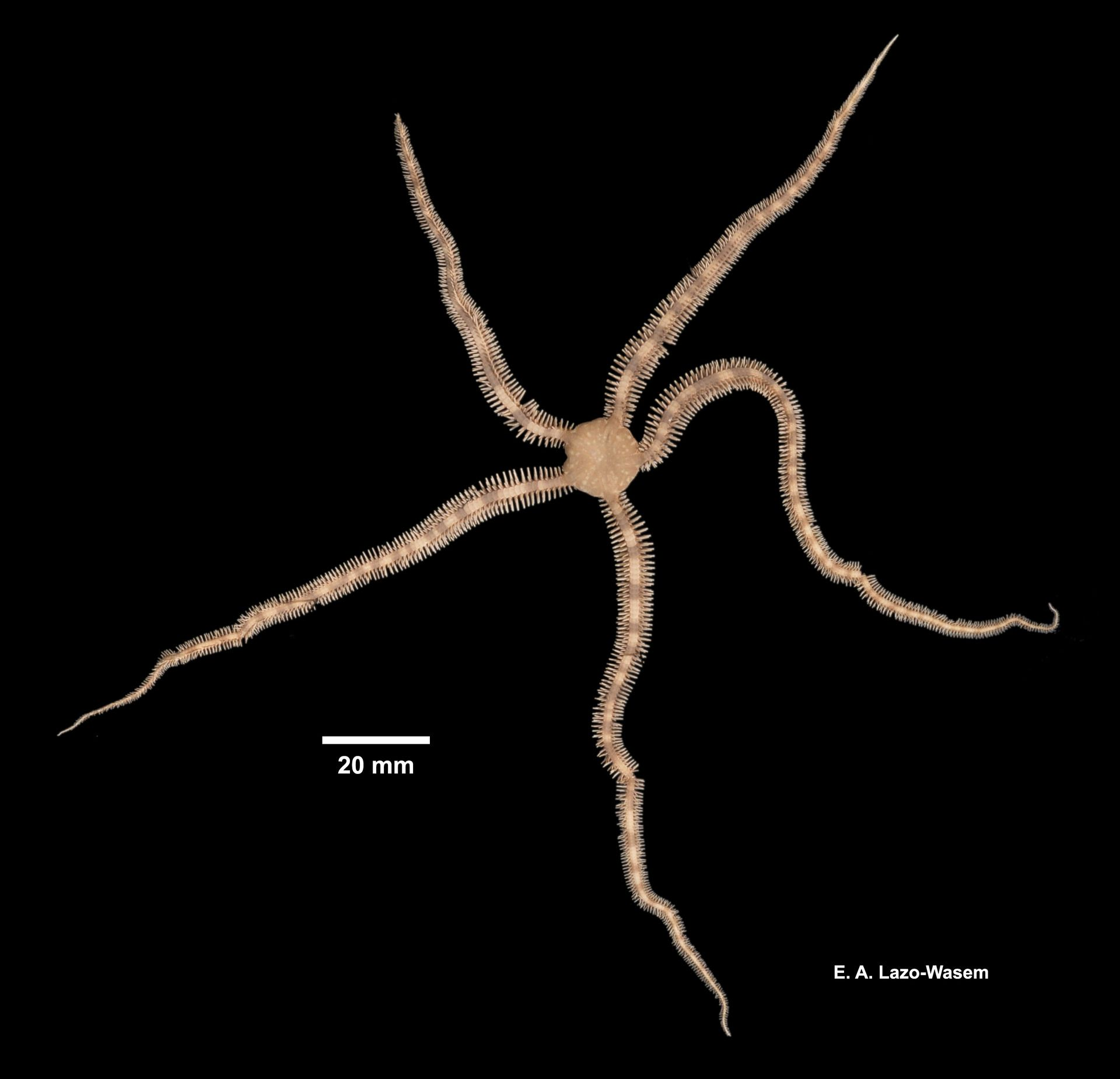
Ophiocomella valenciae.